# التوابل (ألبوم)
"Spice" أو التوابل هو الألبوم الأول للفرقة الأنجليزية سبايس جيرلز صدر سنة 1996 عن طريق شركة فيرجين البريطانية، الألبوم سجل بين عام 1995 و 1996 بأستديو أولمبيك وأستديو بارنز بلندن وأستديو سترونقرووم للمنتجين مات روي وريتشارد ستانارد والمنتج أبسلوت
نمط الألبوم بوب ورقص وإيقاع حزين والهيب هوب والألبوم صنف كبوب المراهقين وفتح للفنانين مجال تحت هذا التصنيف. تمحور الألبوم حول فكرة «قوة الفتيات» وتمت مقارنة موجة فتيات التوابل بموجة فرقة البيتلز.
ألبوم Spice نجح ناحجا عالميا حول العالم ونجح تجاريا، حل الألبوم بالمركز الأول في سبعة عشر بلدا حتو أصبح من أفضل الألبوم في سنة 1997 بمبيعات قدرة ب 19 مليون نسخة والألبوم باع عالميا 23 مليون نسخة. حتى أصبح أفضل ألبوم مبيعا بالتاريخ لفرقة نسائية ومن أفضل الألبوم ناجحا بالتاريخ.
خمس مغنيات أصدروا من الألبوم أول أغنية منفردة «المتنمي» الأغنية نجحت عالميا وأصبحت المركز الأول في 35 دولة ومن أفضل الأغاني المنفردة مبيعا بالتاريخ وتم بيع 6 ملايين نسخة من الأغنية وتبع هذا النجاح بصدور الأغنية المنفردة الثانية «قلت لك سأكون هناك» وأغنية «2 يصبح 1» ووصلت للمركز الأول في 53 دولة وبعدها أصدرت الفرقة أغنية «من تعتقد نفسك» كأغنية منفردة ورسمية لـ " Comic Relief " وتتضمن الأغنية المنفردة أغنية «ماما» وصلت الأغنتين إلى المركز 20 في أرجاء أوروبا وأستراليا.

## تواريخ إصدار الألبوم
| Region         | Date              | Format       | Label                      | Ref.        |
| -------------- | ----------------- | ------------ | -------------------------- | ----------- |
| Japan          | 19 September 1996 | CD           | EMI Music Japan            | [ 1 ]       |
| United Kingdom | 4 November 1996   | CD           | Virgin                     | [ 2 ]       |
| Canada         | 10 December 1996  | CD           | مجموعة يونيفرسال الموسيقية | [ 3 ]       |
| United States  | 4 February 1997   | CD شريط سمعي | Virgin                     | [ 4 ] [ 5 ] |
| United States  | 1 April 1997      | LP           | Virgin                     | [ 6 ]       |

## روابط خارجية
- التوابل على موقع أول موفي (الإنجليزية)